# Emma Barton

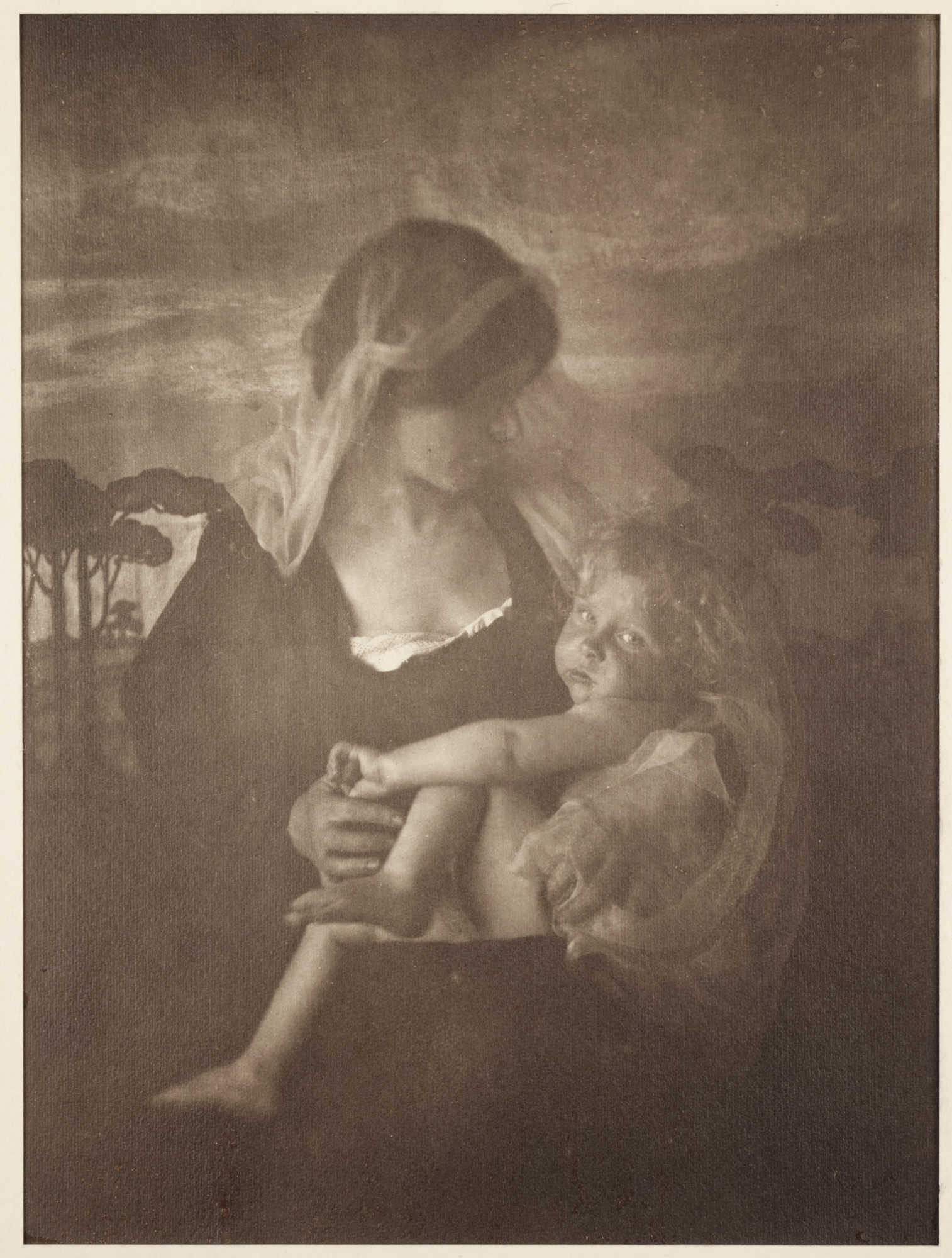
El Despertar, 1903, impresión de carbono

Emma Barton (Birmingham, 1872-Isla de Wight, 1938) fue una fotógrafa de retrato inglesa.

## Biografía
Nació en el seno de una familia trabajadora y se casó con el abogado George Barton. Se introdujo en el mundo de la fotografía gracias al cuñado de su padrastro y se hizo conocida por la publicación de los retratos de Dan Leno, estrella musical (pariente de su marido) en 1898. Barton es una de las pocas mujeres fotógrafas de la época altamente consideradas entre sus coetáneos. 
En 1901 mostró su trabajo en la Royal Photographic Society por primera vez. Entonces empezó a exhibir retratos y temas religiosos, siendo premiada con la Medalla de la Royal Photographic Society en 1903 por El Despertar. En 1904 tuvo su primera exposición individual en la misma Sociedad. El año siguiente fue galardonada con un premio de 100 dólares por el Segundo Salón Americano. No sólo fue su trabajo altamente reconocido en Inglaterra, sino internacionalmente; muchas de sus exposiciones fotográficas fueron celebradas en Francia, América, Inglaterra y Berlín. En esta última ciudad expuso una exposición individual organizada por el Club de Foto. En 1906 exhibió 58 impresiones en la Exposición de la Sociedad Fotográfica de Birmingham. A partir de ahí, presentó su trabajo en el Tercer Salón Americano, el Salón del Club de Foto de París y la Exposición Universal de Fotografía en Berlín. En 1908 publicó sus obras en The Sketch, The Sphere, Country Life y The Illustrated London News. Cuando estaba en lo más alto de su carrera, Barton fue posiblemente la fotógrafa más difundida de su tiempo. En 1911 el crítico Charles E. Dawson escribió en el Penrose Pictorial Annual y valoró su trabajo asociándolo a "los mejores trabajos de Kasbier, Duhroop, Barón de Mayer, Steichen, Demachy, Puyo, y los otros gigantes fotográficos...".
En el nuevo siglo su fotografía estuvo influida por las obras de los viejos maestros, el movimiento Arts and Crafts y los Prerrafaelitas. Además, fue la pionera de la fotografía a color, usando el proceso de placa autocroma.
Después de 1918 dejó de exponer sus obras y fotografió únicamente a su familia; se retiró en la Isla de Wight en 1932. El trabajo de la fotógrafa fue posteriormente publicado en el libro Sol y Sombra: Las Fotografías de Emma Barton 1872-1938. Ya en 1985, Peter James, de la Biblioteca Central de Birmingham, organizó una exposición que presentaba y homenajeaba el trabajo de Emma Barton.